# Bothell West (Washington)
Bothell West es un lugar designado por el censo del condado de Snohomish, situado en el estado de Washington, Estados Unidos. Según el censo de 2020, tiene una población de 22 015 habitantes.
En los Estados Unidos, un lugar designado por el censo (traducción literal de la frase en inglés census-designated place, CDP) es una concentración de población identificada por la Oficina del Censo exclusivamente para fines estadísticos.
Bothell West y Bothell East son reconocidos como parte de la localidad de Bothell.

## Geografía
Está ubicado en las coordenadas 47°48′20″N 122°14′24″O / 47.80556, -122.24000 (47.805597, -122.24011).